# Frederiks Hospital
Det kongelige Frederiks Hospital var Danmarks første hospital i dette ords nuværende betydning, oprettet af kong Frederik 5. Det blev opført i den københavnske bydel Frederiksstaden.
Bydelen strækker sig fra Sankt Annæ Plads til Esplanaden og afgrænses af havnen mod øst og mod vest af Bredgade. I dag har Kunstindustrimuseet adresse her. I 1600-tallet blev Bredgade omdøbt til Norgesgade; men da lokalbefolkningen ikke vænnede sig af med at sige Bredgade, blev det fra 1877 igen officiel adresse.

## Arkitektur
Hospitalet blev opført af de to arkitekter Nicolai Eigtved og Laurids de Thurah fra 1752 til 1757, hvor det blev officielt indviet på kongens fødselsdag 31. marts.
Arkitekterne formede sygesalene som lange gallerier. Deres dimensioner blev bestemt af grundelementet, som var sygesengen, sat til seks gange tre fod. Sengene skulle stå med hovedgærdet ind mod en væg, så man kunne komme til fra begge sider og fra benenden. Der skulle stå en række ud fra vinduesvæggen og en fra bagvæggen. Mellem sengene skulle der på begge ledder være et åbent rum på seks fod. Det gav en rumdybde på atten fod (to sengelængder plus en gangbredde i midten), og en afstand fra sengemidte til sengemidte på ni fod. På hvert andet mellemrum blev der anbragt et vindue, så afstanden fra midte af vindue til midte af næste vindue blev atten fod, altså lig rumdybden. 

## Historie
Det blev drevet som en selvejende institution med det formål at yde ubemidlede patienter fri kur og pleje. Fra 1752 blev overskuddet fra postvæsenet i Norge anvendt til sygehusets drift. En kongelig resolution dateret 22. december 1756 meddelte, at det norske postvæsens overskud i al evighed skulle gå til Frederiks Hospital. I årene 1752-71 beløb det sig til 157.000 Rigsdaler.
I 1910 nedlagdes hospitalet ved oprettelsen af Rigshospitalet.
Det var ved den anledning lige ved at blive revet ned, men blev reddet af bankdirektør Emil Glückstadt, hvis mæcenvirksomhed ophørte, da Landmandsbanken kom i krise i 1922 og måtte rekonstrueres i flere omgange. I 1919 blev bygningerne skænket til Det danske Kunstindustrimuseum og ombygget efter tegning af Thorkild Henningsen.
Administrativt henhørte Frederiks Hospital indtil 1848 under Danske Kancelli, 1848-71 under Justitsministeriet og derefter under Ministeriet for Kirke- og Undervisningsvæsenet.
Frederiks Hospital rummede 1759-87 desuden Fødselsstiftelsen. Foran kældervinduet her foranledigede Struensee, at der blev sat en kasse ud, hvor fortvivlede mødre kunne lægge børn, der var født udenfor ægteskab. Efter kun tre år blev kassen dog fjernet, da "den så skammeligt blev misbrugt, at liderlighed og frækhed derved tiltager".
I H.C. Andersens eventyr Lykkens Galosker sætter kandidaten hovedet fast i gitteret foran Frederiks Hospital.
Søren Kierkegaard blev indlagt 2. oktober 1855 på den medicinske afdeling som patient nr. 2067. Han døde i november i den søndre af indgangspavillonerne.  Skabelon:Bør uddybes - mod Amaliegade eller Bredgade? Også digteren Johannes Ewald (1743-1781) var indlagt ved sygehuset. 

## Direktører
Denne liste er ufuldstændig; hjælp gerne med at udfylde den.
- 1771-1771: Carl Wilhelm Sames
- 1771-1778: Volrad August von der Lühe
- 1821-1837: J.H. Mundt
- 1873-1882: Harald Kayser
- 1875-1882: Christian Bache
- 1882-1885: J.C.H. Fischer
- 1885-1892: F.C.G. Schøller[8]